# Achille Désiré Lefèvre
Pour les articles homonymes, voir Lefèvre.
Achille Désiré Lefèvre est un graveur, illustrateur et lithographe français né à Paris le 22 août 1798, où il est mort le 1er novembre 1864. 

## Biographie

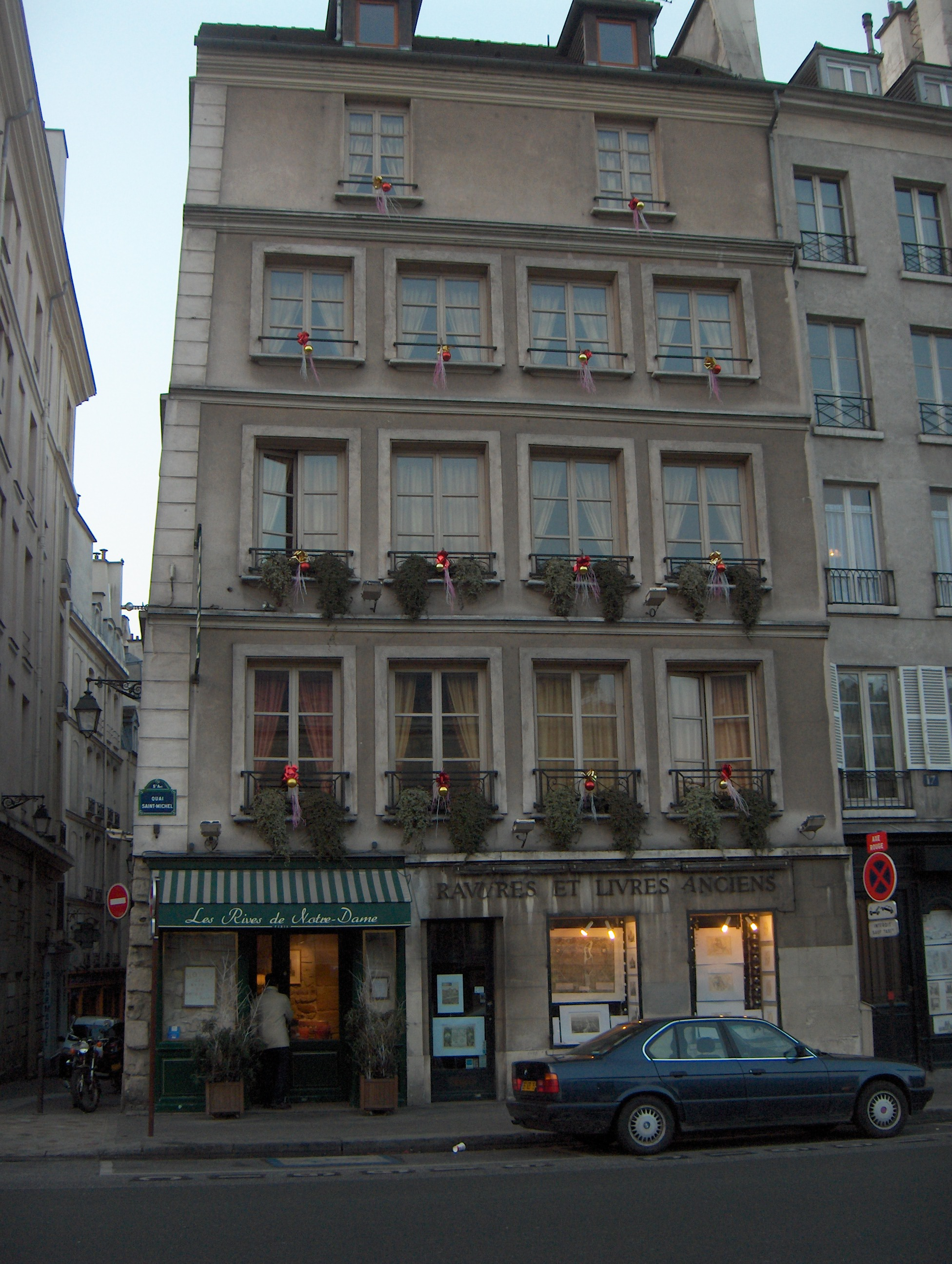
15, quai Saint-Michel : l'un des lieux où vécut Achille Désiré Lefèvre

Achille Désiré Lefèvre est le fils et l'élève du graveur Sébastien Lefèvre. La séance de l'Académie des beaux-arts du 20 février 1814 le cite avec François Forster, Benoît Taurel, Jean Nicolas Laugier et Louis Léopold Robert  parmi les élèves retenus pour le concours du second degré de gravure en taille-douce.
Installé successivement au 33, rue Saint-Jacques-la-Boucherie selon des sources de 1831, au 15, quai Saint-Michel selon des sources de 1832, puis au 10, place Saint-Sulpice selon des sources de 1846 et de 1847, il expose au Salon de Paris de 1827 à 1861.
Les Archives nationales conservent un exemplaire du faire-part de son décès le 1er novembre 1864.

## Contributions bibliophiliques
- Casimir Delavigne, Messeniennes et poésies diverses, sept gravures sur cuivre par Augustin Burdet, Adrien Godefroy, Achille Désiré Lefèvre, A. Motté et Touzé, Éditions Ladvocat, Paris, 1824.
- Edward Young, Les Nuits, suivies des Tombeaux et méditations d'Hervey, vignette gravée par Achille Désiré Lefèvre d'après Achille Devéria, chez Étienne Ledoux, libraire à Paris, 1824.
- Jean-François Regnard, Œuvres, vignettes gravées par Augustin Burdet, Auguste Blanchard, Achille Devéria, Auguste Fauchery, Achille Désiré Lefèvre, Henri Charles Muller, P. Dufart éditeur, Paris, 1828[9].
- Édouard Mennechet, Le Plutarque français, vie des hommes et des femmes illustres de la France depuis le cinquième siècle jusqu'à nos jours, vol.1, gravures dont Portrait de Saint Louis gravé par Achille Désiré Lefèvre, imprimerie du Crapelet, Paris, 1835.
- Charles Gavard, Galeries de Versailles, 1840 :
  - Bataille d'Aboukir (1799), d'après Antoine-Jean Gros.
  - Le Duc d'Orléans signe la proclamation de la lieutenance générale du Royaume, 31 juillet 1830, d'après Joseph-Désiré Court[10].
  - Portraits en pied de la Reine Marie-Amélie et de la Princesse Marie d'Orléans, d'après Franz Xaver Winterhalter.
- Jules Ferrand et Jules de Lamarque, Histoire de la Révolution française, du Consulat, de l'Empire, de la Restauration et de la Monarchie de juillet, portraits gravés sur acier par Pierre François Bertonnier, Émile Giroux, Achille Désiré Lefèvre (Portrait de Mirabeau), Morel éditeur, Paris, 1845.

## Collections publiques

### France

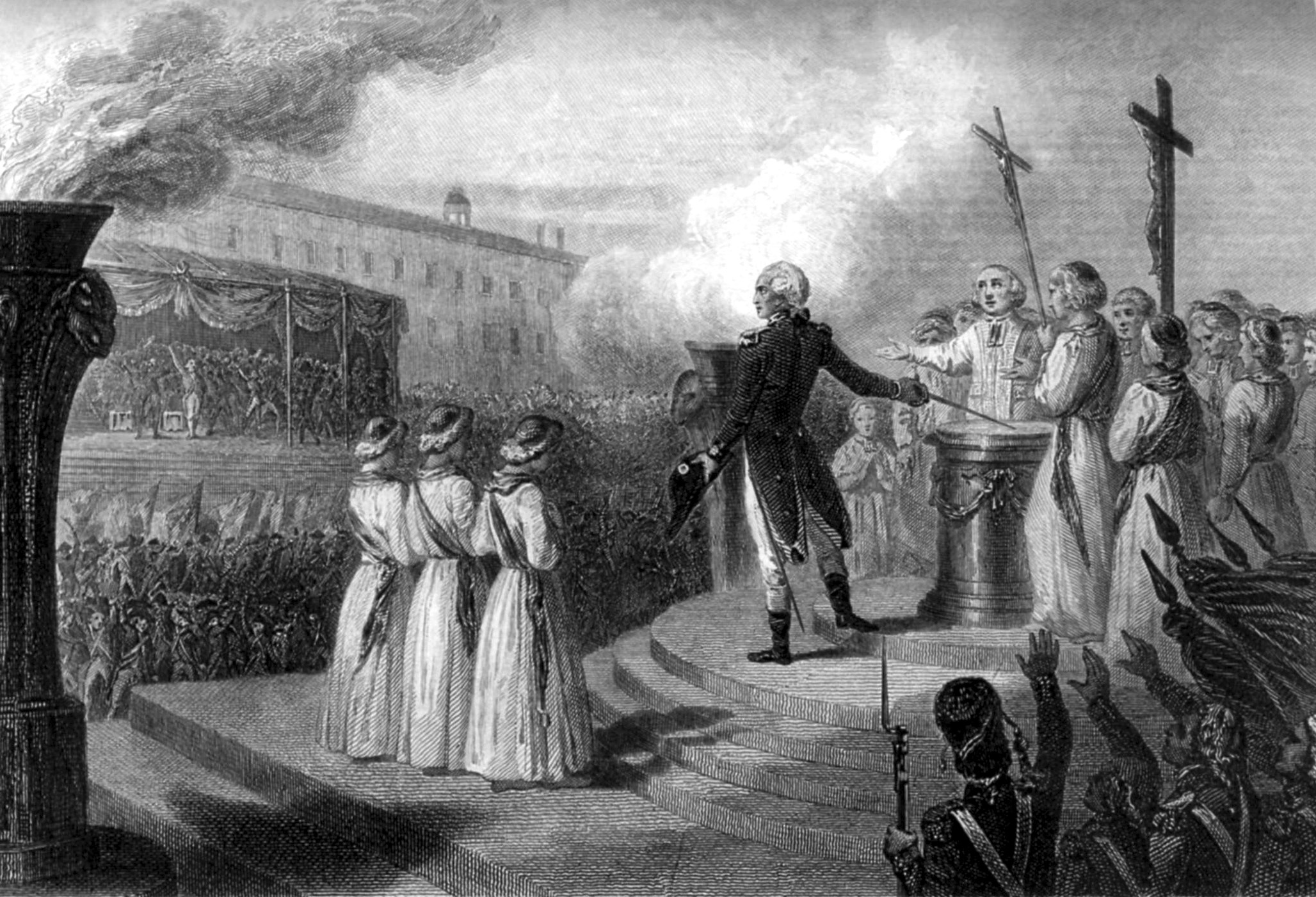
La Fédération, eau-forte d'après Ary Scheffer

- Bibliothèque Ceccano, Avignon, Charles X d'après Horace Vernet[11].
- Archives départementales de la Seine-Saint-Denis, Bobigny,Le Duc d'Orléans signe la proclamation de la lieutenance générale du Royaume, 31 juillet 1830, gravure d'après Joseph-Désiré Court[10].
- Musée Médard (centre d'interprétation du livre et du patrimoine écrit), Lunel, vignettes pour les Œuvres de Jean-François Regnard[9].
- Cabinet des estampes de la Bibliothèque nationale de France, Paris, Pierre-Jean de Béranger, d'après Ary Scheffer[12].
- Bibliothèque Sainte-Geneviève, Paris :
  - François-René de Chateaubriand, gravure[13].
  - Pierre-Jean de Béranger, d'après Ary Scheffer.
  - Général Allard, gravure.
- Musée Carnavalet, Paris :
  - Henri IV devant Paris, lithographie d'après Georges Rouget[14].
  - La Fédération (La Fayette prêtant serment à la Fête de la Fédération), eau-forte d'après Ary Scheffer[15].
  - Le Roi Louis XVI reçoit les femmes de la Halle dans une salle du château de Versailles, estampe d'après Ary Scheffer[16].
  - 13 Vendémiaire An IV (5 octobre 1795) - Rebellion royaliste écrasée devant l'église Saint-Roch par les troupes commandées par Bonaparte, eau-forte d'après Auguste Raffet[17].
  - Révolte du Caire, 21 octobre 1798 , lithographie d'après Anne-Louis Girodet[18].
  - Bataille d'Eylau, 8 février 1807, estampe d'après Antoine-Jean Gros[19].
  - Charles X, eau-forte d'après Horace Vernet[20].
  - La Princesse Amélie, eau-forte d'après Alfred Johannot, vers 1833-1838[21].
- Muséum national d'histoire naturelle, Paris, Portrait de Buffon[22].
- Petit Palais, Paris, Bataille d'Aboukir, 25 juillet 1799, d'après Antoine-Jean Gros.
- Château de Malmaison, Rueil-Malmaison, Bataille d'Aboukir, d'après Antoine-Jean Gros.

### États-Unis
- Musée des beaux-arts de Boston, Hélène, Duchesse d'Orléans, d'après Franz Xaver Winterhalter[23].
- Fogg Art Museum, Cambridge (Massachusetts)[24] :
  - L'Annonciation, d'après Murillo.
  - L'Immaculée Conception, d'après Murillo.
  - Vierge à l'Enfant, d'après Murillo[25].
  - Sainte nuit, d'après Le Corrège.
  - Sainte Cécile, d'après Raphaël.
  - Hélène, Duchesse d'Orléans, d'après Franz Xaver Winterhalter.
  - Madone à l'enfant, en gloire avec Saint Sébastien, Saint Géminien et Saint Roch, d'après Le Corrège.
  - Sainte Marie.
  - Jeanne d'Aragon (1454-1517), Vice-reine de Sicile, d'après Raphaël.
  - Napoléon, d'après Charles de Steuben.
  - Le Général Foy, d'après Horace Vernet.
- Yale University Art Gallery, New Haven, Combat de Benhout (campagne d'Égypte), gravure d'après Théophile Langlois de Chèvreville[26].
- Metropolitan Museum of Art, New York, Marie d'Écosse sur les créneaux du château de Loch Leven priant Dieu de la délivrer de ses persécuteurs, d'après Jean-François Garneray[27].
- Rhode Island School of Design Museum, Providence (Rhode Island), Le Roi de Rome, fils de Napoléon Ier enfant endormi dans un paysage, gravure d'après Pierre-Paul Prud'hon, 1825[28].
- De Young Museum, San Francisco, La Princesse Marie d'Orléans d'après Franz Xaver Winterhalter[29].

### Italie
- Pinacothèque Tosio Martinengo, Brescia, quatre gravures de portraits[30] :
  - François-René de Chateaubriand.
  - Jacques Laffitte.
  - Le Général Allard, commandant en chef des armées du Souverain de l'Empire de Lahore.
  - Napoléon.
- Musei Civici de Monza :
  - Bayard blessé à Brescia, d'après Charles-Philippe Larivière[31].
  - Le Duc d'Anjou déclaré Roi d'Espagne en 1700, d'après François Gérard[32].
  - Portrait de Paillette (né en 1776, sauveur d'hommes à La Villette) d'après Adèle Jarry de Mancy[33].
- Istituto Nazionale per la Grafica, Rome, Portrait de Buffon.

### Pays-Bas
- Rijksmuseum Amsterdam, Portrait de Paillette, d'après Adèle Jarry de Mancy.

### Royaume-Uni
- British Museum, Londres, Bataille d'Aboukir, d'après Antoine-Jean Gros[34].
- Royal Collection, Londres :
  - Napoléon Ier, Empereur des Français, gravure, 1826[35].
  - Hélène, Duchesse d'Orléans, estampe d'après Franz Xaver Winterhalter[36].

## Collections privées au XIXesiècle
- Alexandre Aguado (1784-1842), Vierge à l'enfant, gravure d'après Murillo[37].
- Alfred de Liesville (1836-1885), 13 Vendémiaire An III, eau-forte d'après Auguste Raffet[17].

## Prix et distinctions
- Salon de Paris : médaille de première classe en 1843[8].
- Chevalier de la Légion d'honneur, 23 mai 1851[8].